# Wappen von Brzeg

Wappen der Stadt

Flagge der Stadt

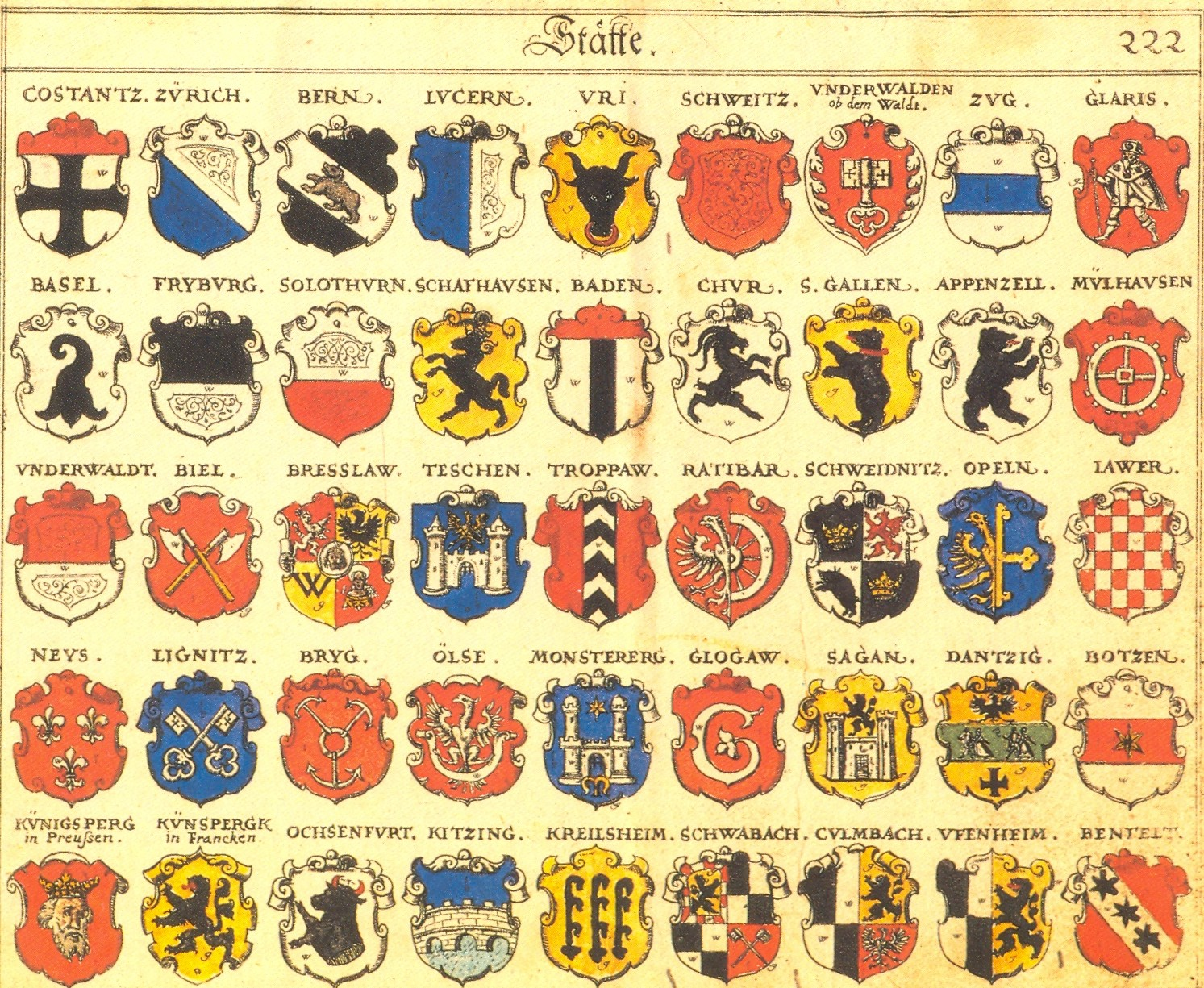
Das Wappen in Siebmachers Wappenbuch 1605

Das Wappen der Stadt Brzeg (Brieg) zeigt drei im Kreis angeordnete silberne Doppelhaken auf rotem Grund. Es geht zurück auf die mittelalterlichen Siegel der Stadt.

## Beschreibung
Das Wappenschild zeigt drei silberne Doppelhaken, die in der Mitte an einem Ring hängen, vor einem roten Hintergrund.
Das Wappen deutet wohl auf die Lage an der schiffbaren Oder hin und auf den Umstand, dass die Stadtbewohner im Mittelalter wohl zu einem großen Teil Fischer und Schiffer gewesen sind.
Die zugehörige Stadtflagge zeigt dieselben Symbole vor rotem Hintergrund.

## Geschichte
Das älteste bekannte Siegel der Stadt, das von mittlerer Größe und 1318 im Gebrauch war, zeigt auf einem punktierten Feld drei ankerförmige Doppelhaken, die in der Mitte an einem Ring zusammenhängen. Das Wappenschild ist zugespitzt. Die Umschrift des Siegels lautet „SIGILLVM . BVRGENSIVM . D . BREGA“. Ein kleineres Siegel von 1428 zeigt dieselbe Form und die Umschrift „S . CONSVLVM . DE . BREGA . “. Ein kleines Siegel aus späterer Zeit wurde in ähnlicher Form genutzt, jedoch mit abgerundetem Wappenschild. Es hat die Umschrift „sigillum . consulum . be . brega . “.
Ein größeres Siegel von 1550 zeigt die drei Doppelhaken mit Widerhaken als Anker geformt und frei im Feld. Die Umschrift lautet „SIGILLVM. CIVITATIS . BREGENSIS . “ und wird von Blätterkränzen umgeben. Dieses Siegel wurde wiederholt nachgebildet. 1609 findet sich wiederum eine Nachbildung des ältesten Siegels mit der Umschrift „SIGILLVM. BVRGENSIVM . BREGÆ . “.
Das Schöppensiegel hingegen zeigte zunächst den Schlesischen Adler mit Halbmond, 1382 übernahm man das städtische Wappen mit einem halben Engel als Schildhalter.
2012 wurde das Wappen durch eine neue Variante ersetzt. Es wurde durch den Mitarbeiter der Stadt, den Historiker Andrzej Peszko entworfen.

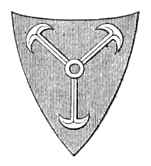
Das Wappen in Meyers Konversationslexikon, ca. 1885
Das Wappen bis 2012

## Das Wappen als Schmuck
Das Wappen befindet sich an einigen Bauwerken als Fassadenschmuck, u. a. am Odertor.

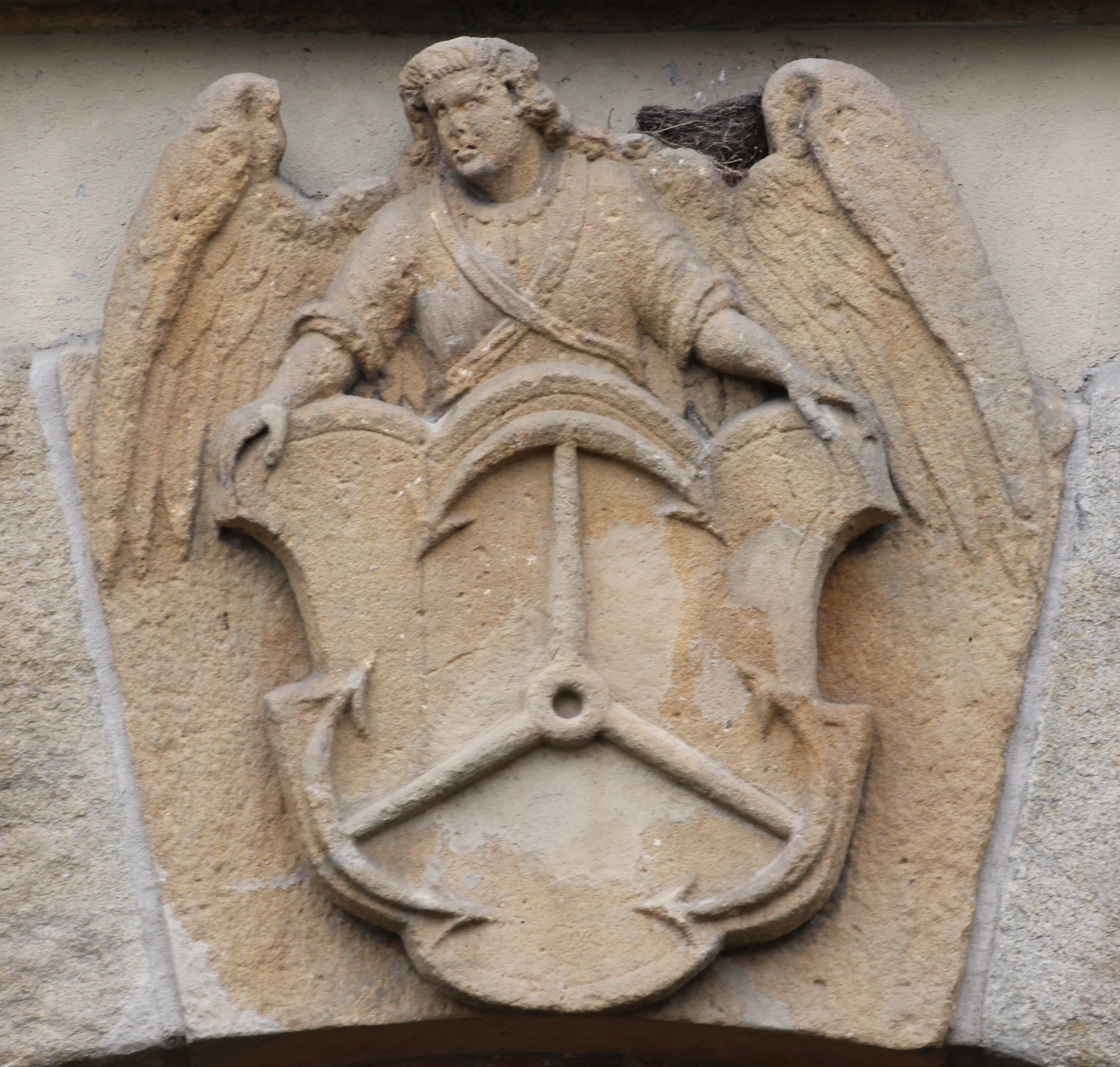
Das Wappen mit Engel als Schildhalter am Odertor
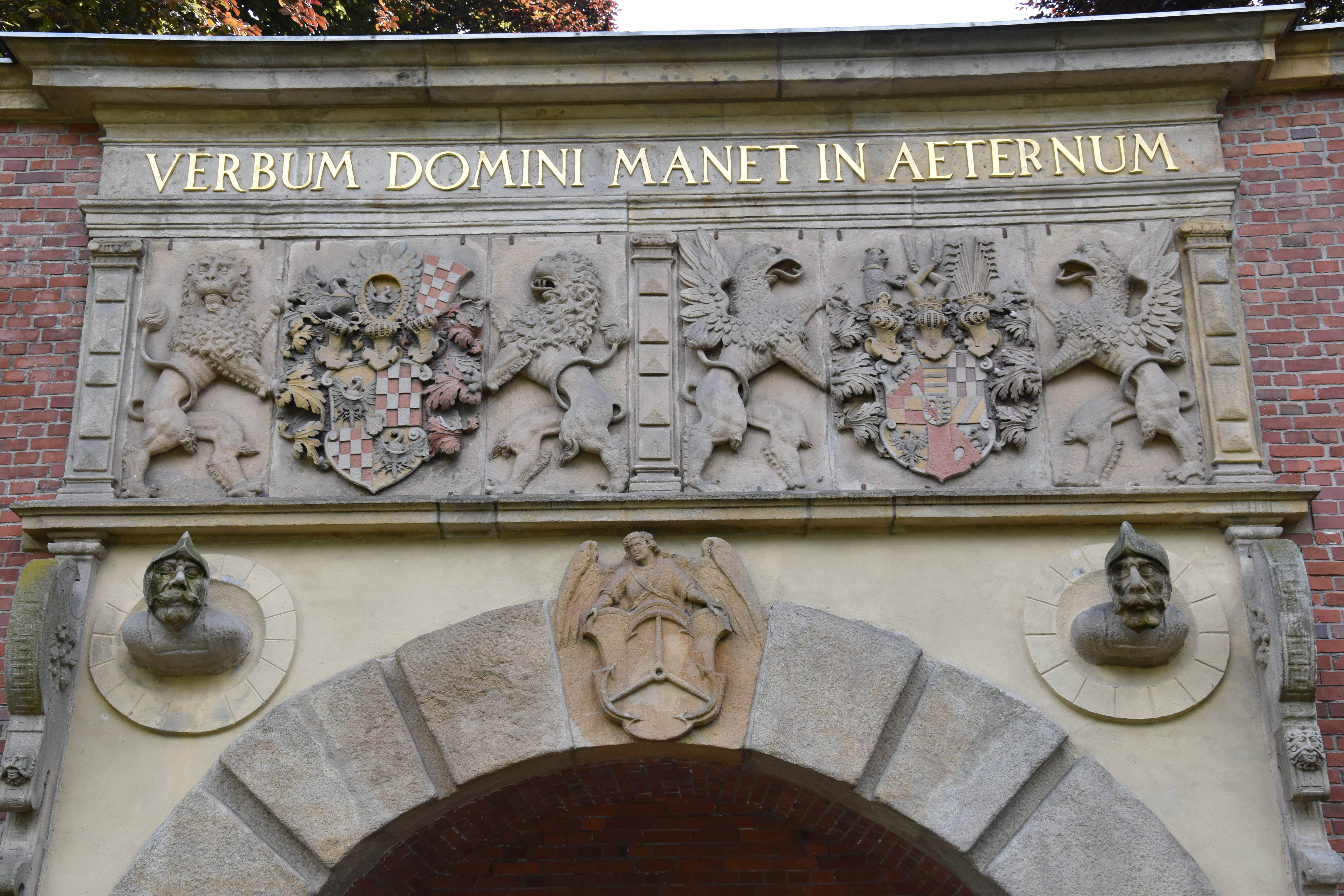
Das Odertor
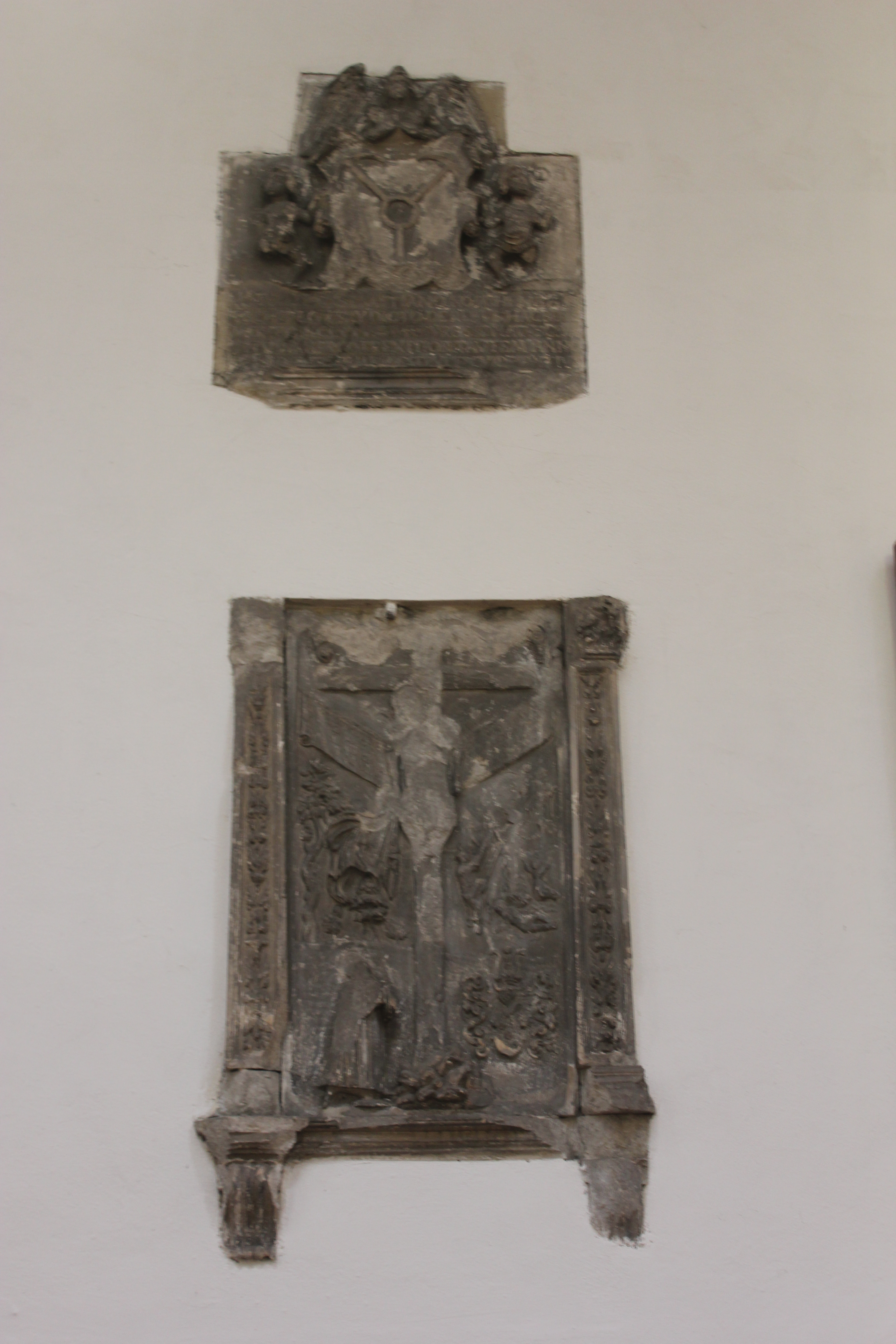
Das Wappen mit Engel in der Nikolaikirche